# Азаран Блбул
Азаран Блбул, Захи авк-арм.(Զաղի Հավք)  также Азариблбул, Плпюл (арм. Հազարան Բլբուլ-Հայ.(Զաղի Հավք) , букв. «тысячеголосый соловей») — в армянской мифологии жар-птица, которая символизирует просыпающиеся силы природы, красоты, справедливость и гармонию. 
По сути, в армянской мифологии Азаран Блбул является аналогом птицы феникс.
Эта маленькая птица с ярким оперением всегда пела звонче всех. От волшебного голоса Азаран Блбула воскрешались проклятые кахардами (ведьмами) животные, а засохшие сады, горы и долины покрывались буйной растительностью. Азаран Блбул не заводила птенцов, была единственной на земле и не имела себе подобных. 
Когда Азаран Блбул доживала до старости и начинала чувствовать свою приближающуюся смерть, то она устраивала гнездо из редких растений, которые были сухими и легко воспламенялись. В момент смерти птица вместе с гнездом сгорала дотла, после чего из тёплого пепла образовывался маленький комочек, и вырастал птенец, похожий на прежнюю Азаран Блбул.
Древние армяне верили, что там где поёт Азаран Блбул всегда есть достаток, счастье и любовь. Никто не смел обидеть или поймать Азаран Блбул, поскольку если спугнуть птицу, то она навсегда покинет цветущую долину и никакие силы не смогут вернуть её в предгорья Арарата

## В культуре
- Известна сказка об Азаран Блбуле, записанная Газаросом Агаяном — «Азаран Блбул».
- Известна сказка об Азаран Блбуле, записанная Стефаном Зорьяном — «Азаран Блбул».